# Politikåret 1942

## Händelser
- 20 januari - Den nazistiska Wannseekonferensen beslutar om den slutgiltiga lösningen på judefrågan.
- 1 maj - Vilhelm Buhl ersätter Thorvald Stauning som Danmarks statsminister.[1]
- 10 november - Erik Julius Christian Scavenius ersätter Vilhelm Buhl som Danmarks statsminister.[1]

## Val och folkomröstningar
- 5 juli – Alltingsval på Island.
- 18– 19 oktober – Alltingsval på Island.

## Organisationshändelser
- Okänt datum – Democrazia Cristiana bildas i Italien.
- Okänt datum – Lal Nishan Party bildas i Indien.

## Födda
- 21 mars – Ali Abdullah Saleh, Nordjemens president 1978–1990 och Jemens förste president 1990–2012.
- 13 maj – Pál Schmitt, Ungerns president 2010–2012.
- 22 juni – Laila Freivalds,  svensk justitieminister 1988–1991, 1994–2000 och utrikesminister 2003–2006.
- 18 augusti – Bosse Ringholm,  svensk finansminister 1999–2004 och vice statsminister 2004–2006.
- 21 december – Hu Jintao, Kinas president 2003–2013.

## Avlidna
- 9 februari – Lauri Kristian Relander, Finlands president 1925–1931.
- 23 mars – Marcelo Torcuato de Alvear, Argentinas president 1922–1928.
- 15 juli – Roberto Ortiz, Argentinas president 1938–1942.
- 29 juli – Louis Borno, Haitis president 1922–1941.
- 20 september – Kārlis Ulmanis, Lettlands president 1936–1940.

### Fotnoter
1. 1 2  ”Denmark” (på engelska). World Statesmen. http://www.worldstatesmen.org/Denmark.html. Läst 7 november 2012.